# Totanbot
Totanbot è stato un programma televisivo italiano di genere varietà, trasmesso in quattro puntate dall'11 gennaio al 2 febbraio 1975, in prima serata sul Programma Nazionale, condotto da Iva Zanicchi.
La cantante venne affiancata da un ospite maschile, diverso per ogni puntata: Walter Chiari, Alighiero Noschese, Alberto Lupo e Johnny Dorelli.
Gli autori furono Italo Terzoli ed Enrico Vaime, mentre la regia fu di Romolo Siena. Le musiche originali di Pino Calvi e le scene di Tullio Zitkowsky.
Il programma era incentrato sulle doti comunicative della Zanicchi, che si produceva in numeri musicali e siparietti comici come spalla dell'ospite della puntata. Quest'ultimo recitava anche monologhi comici e numeri musicali.
Il titolo del programma prendeva spunto dall'espressione del dialetto emiliano traducibile in italiano con il termine improvvisamente.
La sigla iniziale era un brano strumentale del maestro Pino Calvi, mentre la sigla finale, E la notte è qui di Carla Vistarini-Terzoli-Vaime-Calvi, era interpretata dalla conduttrice. Tale canzone venne inclusa, come le altre inedite presentate nel varietà, nell'album Io ti propongo, il quale, anche grazie alla promozione avuta nel corso delle puntate, entrò nella classifica degli album più venduti.